# تاکشی ایتو
تاکشی ایتو (انگلیسی: Takeshi Ito؛ زادهٔ ۱۱ سپتامبر ۱۹۸۷) بازیکن فوتبال اهل ژاپن است.